# Йован Белимаркович
Йован Белимаркович (на сръбски: Јован Белимарковић) е сръбски офицер (генерал) с голям принос в подготовката и командването на сръбската армия по време на войните с Османската империя от 1876 – 1878 година, както и във вътрешнополитическия живот на страната си при второто управление на Обреновичите.
Белимаркович получава образованието си в гимназия в Белград и в университет в Берлин, завършва пруска артилерийска школа. След завръщането си в Сърбия преподава в белградското Артилерийско училище. През 1858 като управник на Белград съдейства за свалянето на княз Александър Караджорджевич и връщането на Милош Обренович на престола. Министър на войната и на обществените сгради от 1868 до 1872, когато влиза в Държавния съвет (до 1875).
През Първата сръбско-турска война (1876) Белимаркович е пълномощен представител на сръбското командване в съюзна Черна гора. Отличава се в победоносната битка при Вълчи дол като съветник на черногорските командири и началник на бригада. Произведен в генералски чин през ноември 1877, в започналата през следващия месец Втора сръбско-турска война, Белимаркович командва Шумадийския корпус, с който разбива турците при Пирот, щурмува успешно Ниш, а в края на войната завладява Враня.
След абдикацията на крал Милан през 1889, Белимаркович е един от регентите на малолетния му син Александър Обренович.